# Eupetersia guillarmodi
Eupetersia guillarmodi är en biart som beskrevs av Michener 1978. Eupetersia guillarmodi ingår i släktet Eupetersia och familjen vägbin. Inga underarter finns listade i Catalogue of Life.